# Лаукс, Пауль
Пауль Лаукс (нем. Paul Laux; 11 ноября 1887 — 2 сентября 1944) — немецкий офицер, участник Первой и Второй мировых войн, генерал пехоты, кавалер Рыцарского креста с Дубовыми листьями.

## Начало военной карьеры
В феврале 1907 года поступил на военную службу, фанен-юнкером (кандидат в офицеры), в пехотный полк. С августа 1908 года — лейтенант.

## Первая мировая война
На штабных должностях. С августа 1916 года — капитан. В 1918 году — командир пехотного батальона. За время войны награждён Железными крестами обеих степеней и ещё четырьмя орденами.

## Между мировыми войнами
Продолжил службу в рейхсвере. К началу Второй мировой войны — зам. начальника штаба 1-й армии, генерал-майор.

## Вторая мировая война
В сентябре-октябре 1939 года — участвовал в Польской кампании.
В мае-июне 1940 года — участвовал во Французской кампании.
С октября 1940 года — командир 126-й пехотной дивизии. С января 1941 — генерал-лейтенант.
С 22 июня 1941 года участвовал в Восточной кампании. Бои в Прибалтике, затем под Ленинградом. В декабре 1941 года награждён Рыцарским крестом.
В октябре-ноябре 1942 года — командующий корпусом «Лаукс». С 28 ноября 1942 — командующий 2-м армейским корпусом. С декабря 1942 — в звании генерал пехоты.
В мае 1943 года награждён Дубовыми листьями к Рыцарскому кресту.
С 3 июля 1944 года — командующий 16-й армией (в Латвии).

## Смерть
30 августа 1944 года генерал Лаукс со своим личным пилотом и офицером штаба полковником Куртом Хартманом вылетел на самолёте Fieseler Fi 156 Storch с аэродрома Тилмани (4 км севернее Джуксте) для облёта участка фронта. В воздухе самолёт был атакован «Аэрокоброй» лётчика 28 гвиап гвардии старшего лейтенанта Николая Пасько и загорелся. Пилот совершил вынужденную посадку в поле. Полковник Хартман был убит на месте, Лаукс тяжело ранен и отправлен в госпиталь в Ригу, где умер от ран 2 сентября.
Похоронен на братском кладбище Огер-Галле в Огре.

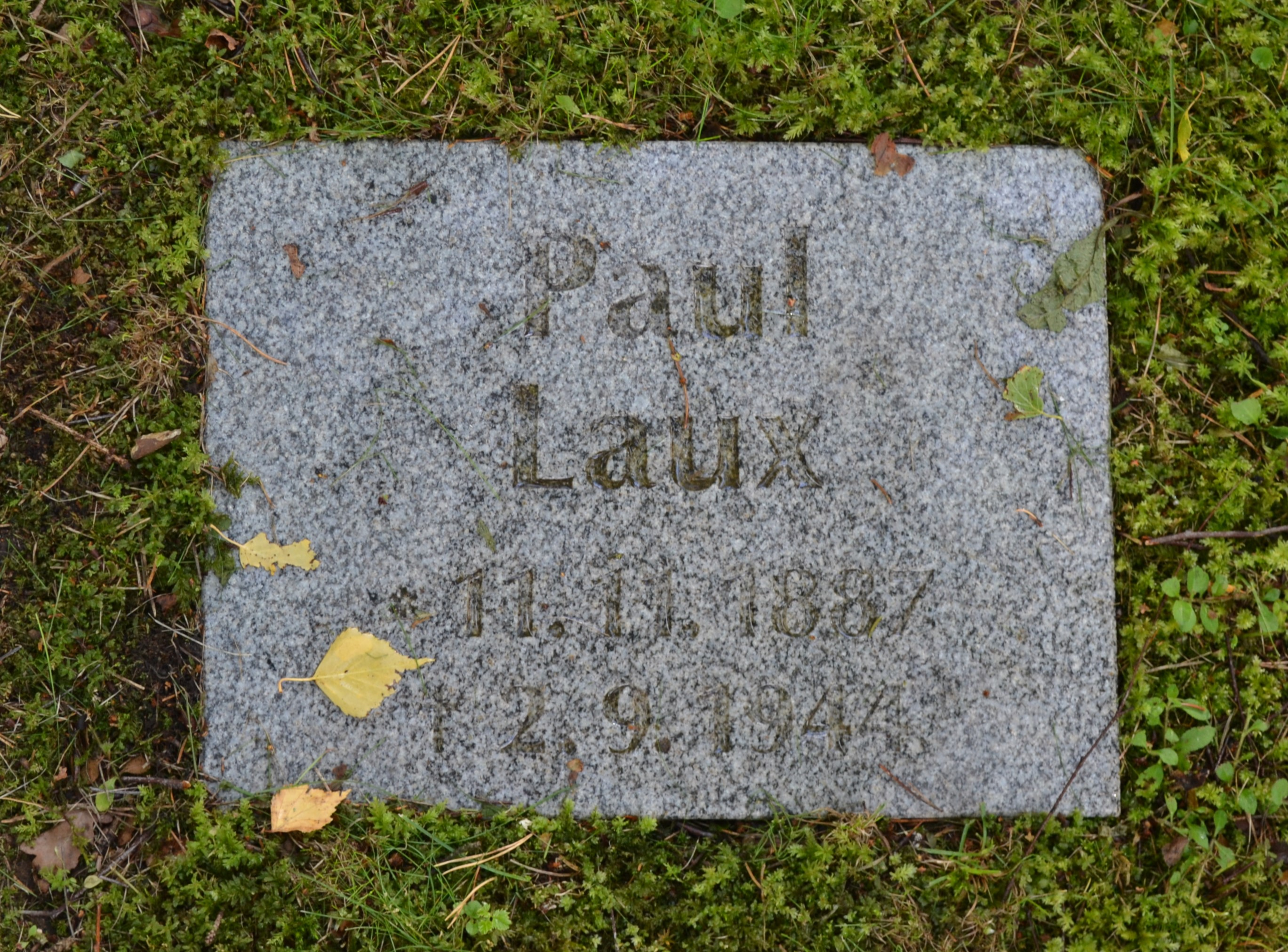
Могила Лаукса в Огре

## Награды
- Железный крест (1914) 2-го и 1-го класса (Королевство Пруссия)
- Военный орден Святого Генриха рыцарский крест (6 мая 1918) (Королевство Саксония)
- Орден Заслуг рыцарский крест 2-го класса с мечами (Королевство Саксония)
- Орден Альбрехта рыцарский крест 1-го класса с мечами (Королевство Саксония)
- Орден Белого сокола рыцарский крест 2-го класса с мечами (Великое герцогство Саксен-Веймар-Эйзенах)
- Военный крест Вильгельма Эрнста[нем.] (Великое герцогство Саксен-Веймар-Эйзенах)
- Почётный крест Первой мировой войны 1914/1918 с мечами (1934)
- Пряжка к Железному кресту 2-го класса (январь 1940)
- Пряжка к Железному кресту 1-го класса (июль 1940)
- Рыцарский крест Железного креста с дубовыми листьями
  - рыцарский крест (14 декабря 1941)
  - дубовые листья (№ 237) (17 мая 1943)
- Медаль «За зимнюю кампанию на Востоке 1941/42»